# Азиний Гал
Азиний Гал или Луций Азиний Гал (на латински: Asinius Gallus; Asinius Gallus; Lucius Asinius Gallus), наричан Гало.
Произлиза от плебейската фамилия Азинии. Син е на Гай Азиний Гал (консул 8 пр.н.е.) и Випсания Агрипина, дъщеря на Марк Випсаний Агрипа и неговата първа съпруга Помпония Цецилия Атика. Майка му е бивша съпруга на Тиберий. Баща му е осъден от Тиберий през 30 г. за предателство на смърт, получава damnatio memoriae, но е затворен и след три години през 33 г. умира от глад.
Азиний Гал е брат на:
- Гай Азиний Полион, консул през 23 г., обвинен от Валерия Месалина в заговор и убит през 45 г.
- Марк Азиний Агрипа, консул през 25 г., умира през 26 г.
- Азиний Салонин, умира през 22 г.
- Сервий Азиний Целер, суфектконсул 38 г.,
- Гней Азиний

Полубрат е на Нерон Клавдий Друз, женен за Ливила, консул 15 и 21 г.
Вероятно е суфектконсул през 27 и 33 г. През 46 г. Гал участва в неуспешен заговор с Тит Статилий Тавър Корвин против император Клавдий. Поради предателство двамата са изпратени в изгнание. При тази интрига участват освободени на Клавдий. Реабилитиран е и вероятно става консул през 62 г.
Той е дядо на Марк Азиний Марцел (консул 54 г.).